# Сурабая-Мару
Сурабая-Мару (Surabaya Maru) — транспортне судно, яке під час Другої японо-китайської та Другої світової війн взяло участь у операціях японських збройних сил в Китаї та на Соломонових островах.

## Передвоєнна служба
Сурабая-Мару спорудили в 1919 році на верфі Osaka Iron Works на замовлення компанії Osaka Shosen.
Окрім перевезення вантажів, воно також могло приймати 12 пасажирів першого класу та 58 пасажирів третього класу.
До 1937-го Сурабая-Мару працювало на лініях між Кобе та Формозою (Тайвань), Манілою і Борнео.

## Друга японо-китайська війна
З початком Другої японо-китайської війни судно зафрахтувала Імперська армія Японії. 15 жовтня 1941-го судно реквізували для потреб Імперської армії Японії.
Протягом кількох років судно займалось перевезеннями до Китаю. Наприклад, 25 травня 1942-го Сурабая-Мару та ще 5 суден вийшли з затоки Карацу на острові Кюсю, маючи на борту понад 6 тисяч бійців 70-ї піхотної дивізії. 28 травня конвой прибув до Шанхаю та почав розвантаження.

## Рейс на Соломонові острови
У грудні 1942-го в окупованому китайському Шанхаї сформували конвой №35, котрий мав доправити 6-ту піхотну дивізію Імперської армії Японії на Соломонові острови, де вже кілька місяців йшла важка битва за Гуадалканал. Сурабая-Мару увійшло до ешелону С цього конвою, котрий вийшов з порту 25 грудня. У середині січня 1943-го конвой досягнув островів Трук у східній частині Каролінських островів (ще до війни тут була створена потужна база ВМФ, з якої до лютого 1944-го провадились операції у цілому ряді архіпелагів), а 19 січня ешелон С рушив до якірної стоянки Шортленд — прикритої групою невеликих островів Шортленд акваторії біля південного завершення острова Бугенвіль, де зазвичай відстоювались легкі бойові кораблі та перевалювались вантажі для подальшої відправки далі на схід Соломонових островів.
20 січня 1943-го в районі за 450 км на південний схід від атолув Трук підводний човен Silversides випустив п'ять торпед по групі С, якими потопив два судна, і в тому числі Сурабая-Мару, разом з яким загинуло 462 солдати та 37 членів екіпажу. Допомогу ескортним кораблям у проведенні рятувальних робіт надав есмінець «Асагумо», який прибув з Трука.